# Kančalan (rijeka)
Kančalan (rus. Канчалан) je rijeka u Čukotskom autonomnom okrugu, ruski Daleki istok. Duga je 426 km, s površinom porječja od 20,600 km2.

## Povijest
Kančalan i njegovi pritoci pripadaju administrativnoj regiji Čukotske autonomne oblasti Rusije. Postoji malo naseljeno mjesto u području blizu njegovog ušća koje se također zove Kančalan. Izvorno se čini da se rijeka zvala Njerpiča prema kartama iz 17. i 18. stoljeća. Na njegovim obalama živio je sjedilački narod koji je potom formirao istoimeno naselje, a koji su sebe nazivali "Končalit", (od čukotskog končalʹyt što znači Samo ) i s vremenom se njihovo ime povezivalo i s naseljem i sa samom rijekom. Na čukotskom, rijeka je podijeljena na dva dijela, donji tok se zove Gytgomkyvaam (Gytgomkyvaam, dosl. rijeka buša), dok se gornji tok naziva Tadlyeoan (Tadleoan, dosl. Mjesto osvete) jer je to bio mjesto povijesnih bitaka između Čukča, Jukagira i Korjaka.

## Tok rijeke
Njegovi izvori su u području planine Tumannaya na Čukotskom gorju. Rijeka teče otprilike prema jugu kroz slabo naseljena područja Anadirske nizine. Sastaje se s Beringovim morem u Anadirskom zaljevu kroz Anadirski liman.

## Divlje životinje
Beluga kitovi česti su u njegovim estuarinskim vodama.

## Vanjske poveznice
|  | Zajednički poslužitelj ima još gradiva o temi Kančalan (rijeka) |

- Litovka, D. I. 2002. Beluga distribution. Russian Journal of Marine Biology. 28 (4): 263–266. doi:10.1023/A:1020277211821
- Bird life
- Makoedov, A. N.; Korotaev, Yu. A.; Korotaeva, O. B. 2001. Chum salmon in the Kanchalan River. Russian Journal of Marine Biology. 27 (4): 238–244. doi:10.1023/A:1011915419911